# Merkorios (patriarcha Etiopii)
Merkorios (ur. 1938, zm. 3 marca 2022) – biskup prowincji Gondar, a następnie patriarcha Etiopskiego Kościoła Ortodoksyjnego. Patriarchą został w maju 1988 w porozumieniu z rządem komunistycznym, jednak po jego upadku ustąpił pod naciskiem w 1991 i wyemigrował do Kenii, a następnie do Stanów Zjednoczonych gdzie uważał siebie za patriarchę na uchodźstwie.
26 lipca 2018 doszło do pojednania rozłączonych dotąd gałęzi Kościoła. Na mocy porozumienia patriarcha Merkorios powrócił do Etiopii zachowując swój tytuł patriarszy oraz związane z nim przywileje i prowadził czynną posługę duszpasterską, podczas gdy patriarcha Mathias pozostał urzędującą głową Kościoła etiopskiego.